# Tim Braem
Tim Braem (* 13. Februar 2006 in Venlo) ist ein niederländischer Fußballspieler.
Er ist ein defensiver Mittelfeldspieler und spielt bei VVV-Venlo. Zudem ist er ein niederländischer U19-Nationalspieler.

## Vereinslaufbahn

### VVV-Venlo
Tim Braem wurde im limburgischen Venlo, einer Stadt unmittelbar an der deutschen Grenze, geboren und spielte dort für die Venlosche Boys, bevor er in die Jugendabteilung von VVV-Venlo wechselte. Am 10. August 2024 gab er im Alter von 18 Jahren beim 1:1-Unentschieden im Zweitligaspiel bei ADO Den Haag sein Profidebüt. Gleich in seiner ersten Saison absolvierte Braem 31 Einsätze und stand dabei des Öfteren in der Startelf.

## Nationalmannschaftskarriere
Am 13. November 2025 gab Tim Braem beim 2:0-Sieg im EM-Qualifikationsspiel gegen Slowenien sein Debüt für die U19 von „Oranje“. Er qualifizierte sich mit seiner Mannschaft für die Europameisterschaft 2025 in Rumänien und gewann dort den Titel. Der 4:2-Sieg im Gruppenspiel war sein einziger Turniereinsatz und zugleich sein letztes von insgesamt vier U19-Länderspielen.